# Oberhagen
Der Oberhagen ist ein ca. 14 ha großes Naturschutzgebiet (NSG) im Osten der nordrhein-westfälischen Stadt Warstein (zwischen dem Stadtkern und dem Ortsteil Suttrop). Es wurde 1985 und erneut 2005 von der Bezirksregierung Arnsberg per Verordnung als NSG ausgewiesen.
Der Bereich Oberhagen ist größtenteils mit Laub-Mischwald (hauptsächlich Stieleichen und Hainbuchen) bewachsen. Besondere Aufmerksamkeit gilt dem Gebiet seit über einhundert Jahren wegen seines großen Vorkommens verschiedener geschützter Pflanzenarten. Hier ist besonders die Türkenbundlilie (Lilium martagon) zu nennen, von der im Jahr 2006 über 2000 Exemplare angetroffen wurden.

## Beschreibung

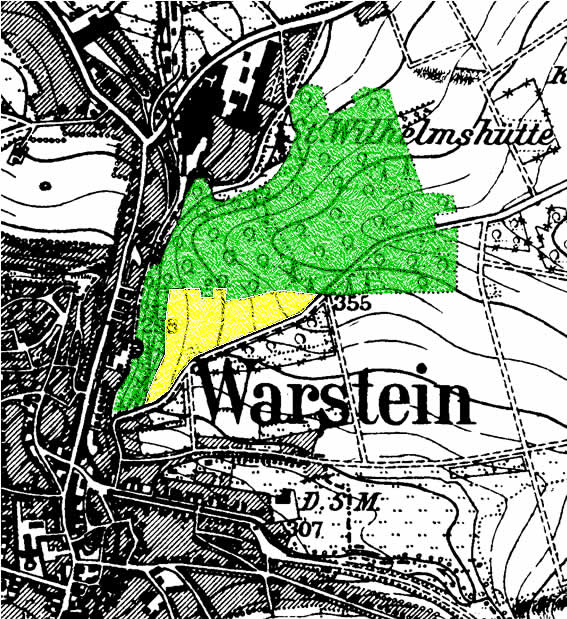
Flächen des späteren Naturschutzgebiets Oberhagen (Wald, grün) und der angrenzenden Magerwiese (gelb)

Dem bewaldeten Naturschutzgebiet Oberhagen ist nördlich eine kleine Magerwiese vorgelagert, die zwar nicht Bestandteil des Naturschutzgebietes ist, dennoch als Biotop nach § 62 Landschaftsgesetz NRW unter besonderem Schutz steht.
Durch den Oberhagen verläuft eine asphaltierte Straße. Südlich der Straße liegt der kleinere Teil (ca. 2 ha) des Naturschutzgebietes, von Laubwald bestanden. In diesem Teil finden sich Spuren des historischen Bergbaus, vor allem Pingen.

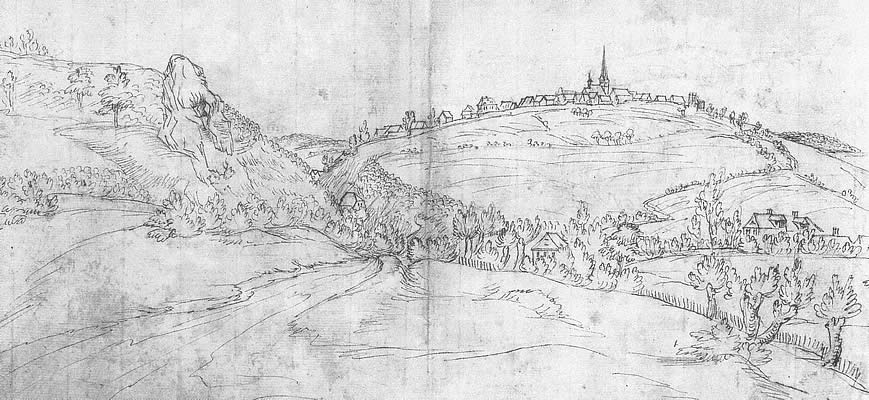
Zeichnung von R. Roidken, um 1720/30, links der Hohe Stein

Der nördlich der Straße liegende Teil des Oberhagens ist trotz seiner bescheidenen Ausmaße durch ein sehr abwechslungsreiches Landschaftsbild geprägt. Neben dem flachen Laubwald zwischen der Steinbruchkante und den Tagesöffnungen der Grube „Rom“ gibt es die recht steil nach Norden abfallenden Flächen, die am Rand des Naturschutzgebietes in eine von Sträuchern umstandene Wiese münden. In der Nordwestecke liegt die auffällige Felsformation des Hohen Steins, die sich schon auf den ältesten zeichnerischen Darstellungen der Stadt Warstein findet. Richtung Nordost zieht sich eine Mauer, die den Oberhagen vom Gelände der ehemaligen Warsteiner Eisenhütte abgrenzt. An der Nordostecke des Oberhagens entspringt die Treisequelle. Von hier aus schließt sich Richtung Osten der etwas abgelegenere Teil des Oberhagens an. In einer kleinen Felswand ist eine Bunkertür zu erkennen, die wohl zu einem Sprengstoffbunker der östlich benachbarten ehemaligen Steinbruchbetriebe gehörte.
Ca. 170 m westlich des NSG Oberhagen ist ein kleiner Bereich vom Kalksteinabbau verschont geblieben. Dieser nur ca. 1600 m² große Bereich (neuerdings Unterhagen genannt) beherbergt eine ähnliche Pflanzenwelt wie der Oberhagen. Besonderheiten sind hier größere Vorkommen der Berberitze und ein Reliktvorkommen der Türkenbundlilie (2006: 15 Exemplare).

## Bedeutung für den Naturschutz
Schon vor über einhundert Jahren wurde die besondere Bedeutung des kleinen Waldgebietes erkannt. Vor allem der Warsteiner Heimatforscher Bernhard Wiemeyer beschäftigte sich intensiv mit Flora und Fauna des Oberhagens. Ihm sind ausführliche Beschreibungen des Oberhagens aus der Zeit um 1900 zu verdanken, als der Oberhagen noch nicht vom Steinbruchbetrieb in Mitleidenschaft gezogen war.
Vor dem immer weiteren Ausgreifen des Steinabbaus am Rande der Warsteiner Innenstadt stiegen vom Tal des Flüsschens Wester nebeneinander der bewaldete Oberhagen und eine große Kalk-Magerwiese bis auf ein Niveau von ca. 60 m über dem Talgrund an. Dieses Nebeneinander von Wiese und lichtem Hainbuchen-Eichen-Wald bedingte die Entwicklung einer reichen Krautschicht in den Übergangsbereichen von Wald und Wiese. Auch nach der fast vollständigen Zerstörung der Magerwiese konnten sich charakteristische Pflanzenarten im Randbereich des Waldes erhalten, sogar an den durch den Kalksteinabbau entstandenen neuen Waldrändern (an der Bruchkante) ausbreiten.

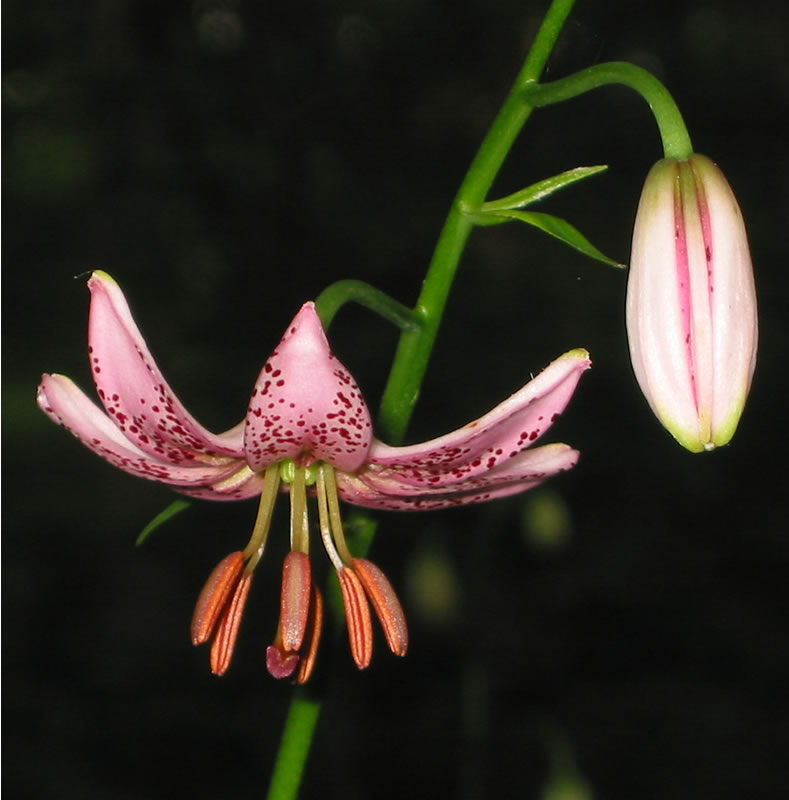
Aufgeblühte Türkenbundlilie im Oberhagen, aufgenommen im Juni 2006

Charakteristische Pflanzen des NSG Oberhagen:
Bäume: Stiel-Eiche (Quercus robur), Hainbuche (Carpinus betulus), Trauben-Eiche (Quercus petraea), Rotbuche (Fagus sylvatica), Esche (Fraxinus excelsior), Feld-Ahorn (Acer campestre), Spitz-Ahorn (Acer platanoides), Eberesche (Sorbus aucuparia), Rosskastanie (Aesculus hippocastanum)
Sträucher: Gewöhnlicher Schneeball (Viburnum opulus), Pfaffenhütchen (Euonymus europaea), Rote Heckenkirsche (Lonicera xylosteum), Schwarze Johannisbeere (Ribes nigrum), Zweigriffliger Weißdorn (Crataegus laevigata), Blutroter Hartriegel (Cornus sanguinea), Himbeere (Rubus idaeus), Schwarzer Holunder (Sambucus nigra), Efeu (Hedera helix), Stachelbeere (Ribes uva-crispa), Eingriffeliger Weißdorn (Crataegus monogyna), Gemeine Hasel (Corylus avellana),
Krautschicht: Wald-Bingelkraut (Mercurialis perennis), Wald-Knäuelgras (Dactylis polygama), Gefleckter Aronstab (Arum maculatum), Ährige Teufelskralle (Phyteuma spicatum), Wald-Veilchen (Viola reichenbachiana), Wald-Habichtskraut (Hieracium murorum), Berg-Goldnessel (Lamium montanum), Stendelwurzen (Epipactis), Quirl-Weißwurz (Polygonatum verticillatum, RL 99), Vielblütige Weißwurz (Polygonatum multiflorum), Echte Nelkenwurz (Geum urbanum), Sanikel (Sanicula europaea, RL 99), Hain-Rispengras (Poa nemoralis), Wald-Erdbeere (Fragaria vesca), Waldmeister (Galium odoratum), Echtes Lungenkraut (Pulmonaria officinalis), Frühlings-Platterbse (Lathyrus vernus, RL 99), Mauerlattich (Mycelis muralis), Maiglöckchen (Convallaria majalis, RL 99), Dreinervige Nabelmiere (Moehringia trinervia), Ruprechtskraut (Geranium robertianum), Fuchssches Greiskraut (Senecio ovatus), Knotige Braunwurz (Scrophularia nodosa), Giersch (Aegopodium podagraria), Riesen-Bärenklau (Heracleum mantegazzianum), Christophskraut (Actaea spicata, RL 99), Gelbes Windröschen (Anemone ranunculoides, RL 99), Großes Hexenkraut (Circaea lutetiana), Buschwindröschen (Anemone nemorosa), Einbeere (Paris quadrifolia, RL 99), Wurmfarn (Dryopteris filix-mas), Wald-Segge (Carex sylvatica), Frauenfarn (Athyrium filix-femina), Wald-Ziest (Stachys sylvatica), Einblütiges Perlgras (Melica uniflora), Nickendes Perlgras (Melica nutans, RL 99), Berg-Weidenröschen (Epilobium montanum), Waldgerste (Hordelymus europaeus, RL 99), Vogel-Nestwurz (Neottia nidus-avis, RL 99), Wald-Schwingel (Festuca altissima, RL 99), Türkenbundlilie (Lilium martagon, RL)
Einen interessanten Extremstandort bilden die großen Bereiche der ehemaligen Eisenerzgrube „Rom“ mit ihren beiden großen und sehr tiefen Pingen bzw. Tagesöffnungen. Hier finden sich verschiedene Farne und Moose, die aber wegen der Unzugänglichkeit und Gefährlichkeit des Wuchsortes bisher noch nicht näher untersucht worden sind. Typisch ist hier der flächige Bewuchs mit dem Dornigen Schildfarn (Polystichum aculeatum), der sich hauptsächlich an den Pingenwänden findet, aber in kleineren Beständen auch am Rand der Pingen wächst.
Die von B. Wiemeyer noch zu Beginn des 20. Jahrhunderts beschriebene interessante Fauna ist weitgehend verschwunden. Wiemeyer nennt z. B. Feuersalamander und Schlingnatter. Feuersalamander dürften noch vorkommen, die bei Wiemeyer noch erwähnte massenhafte Verbreitung von Salamander-Larven in der Fassung der Treisequelle ist aber nicht mehr zu beobachten. Seit einigen Jahren wird der Uhu an der stillgelegten Steinbruchwand des westlich angrenzenden Steinbruchs beobachtet. Da der Uhu den Abbauplänen im Weg stand, wurde versucht, seinen Brutplatz umzusiedeln. Im Jahr 2006 wurde daher keine Uhu-Brut am angestammten Brutplatz beobachtet. Den Ersatzbrutplatz hat der Uhu nicht angenommen. Stattdessen brütete er erfolgreich (3 bis 4 Junge) an einem aus Gründen seines Schutzes nicht veröffentlichten Platz in der Felswand.

## Geschichtliche Bedeutung
Es ist vor allem der Eisenerzbergbau im Bereich des Naturschutzgebietes Oberhagen und seiner direkten Umgebung, der den Oberhagen in geschichtlicher Hinsicht interessant macht. Im Jahr 1364 wurde Johann von Hückelheim mit einem Schmiedewerk belehnt. Dabei dürfte es sich mit Sicherheit um die erste urkundlich nachweisbare Eisenhütte im Raum Warstein gehandelt haben. Alles spricht dafür, dass sich diese erste Warsteiner Eisenhütte am Fuße des Oberhagens befand.
Interessant ist in diesem Zusammenhang die Frage nach den montanwirtschaftlichen Hintergründen der spätmittelalterlichen Stadtgründungen im nördlichen Sauerland. Das 1242 vom Grafen von Arnsberg gegründete Städtchen Eversberg im Ruhrtal (östlich Meschede) prägte eigene Münzen. Feldarchäologische Beobachtungen haben erwiesen, dass die materielle Grundlage der Eversberger Münzen wohl aus der direkten Umgebung stammt. Nur wenige Kilometer von Eversberg entfernt fanden sich Spuren von Silberverhüttung. Die Gründung Eversbergs gab Historikern aus verschiedenen Gründen bisher einige Rätsel auf – sollte es einen konkreten wirtschaftlichen (montanwirtschaftlichen) Hintergrund dafür gegeben haben, würde das bereits ein wenig Klarheit über die Motivation der Grafen von Arnsberg zur Stadtgründung geben.
1296 wurden nun Belecke (Urkunde aus diesem Jahr liegt abschriftlich vor), Warstein und Kallenhardt (Gründungsdatum aus dem sicheren Belecker Datum zu erschließen) vom Kölner Erzbischof Siegfried von Westerburg mit Stadtrechten versehen. Möglicherweise sind auch diese Stadterhebungen zu einem nicht geringen Teil montanwirtschaftlich motiviert gewesen. Im Raum Belecke gibt es Vorkommen von Bleierz, in der Umgebung Kallenhardts Eisenerz und Bleierz, im Raum Warstein vor allem Eisenerz, daneben aber auch Vorkommen von Kupfer und Blei. Der Warsteiner Stadtberg, auf dem im frühen 14. Jahrhundert die Stadt Warstein errichtet wurde, liegt auf der gegenüberliegenden Talseite, „bewacht“ geradezu das Gelände der ehemaligen Eisenhütte.
Eine (geostete) Karte von 1630 zeigt im Bereich Oberhagen einen Stolleneingang mit Türstockausbau. Über den Verhüttungsbetrieb, der damit im Zusammenhang gestanden haben muss, ist derzeit nichts Genaues bekannt.
1739 wurde die „Eisenhütte zu Suttrop“ von Matthias Gerhard von Hoesch gegründet. Auch diese Eisenhütte profitierte von dem hervorragenden Erz (40 bis 60 % Eisen) der so genannten Grube „Rom“ im Oberhagen.
Im Naturschutzgebiet Oberhagen sind noch immer viele obertägige Spuren des historischen Bergbaus zu sehen: Alte Wegführungen zu den verfallenen Stollenmundlöchern, Pingen, Schürfe, vor allem aber die beiden großen Tagesöffnungen der Grube „Rom“. Untertägig sind noch Stollen und Schächte über die großen Tagesöffnungen erreichbar und illegalerweise befahrbar. Besonders eindrucksvoll ist der wasserführende „Rom-Stollen“, der das in der Grube austretende Wasser sammelt und abführt (Wasserlösungsstollen).

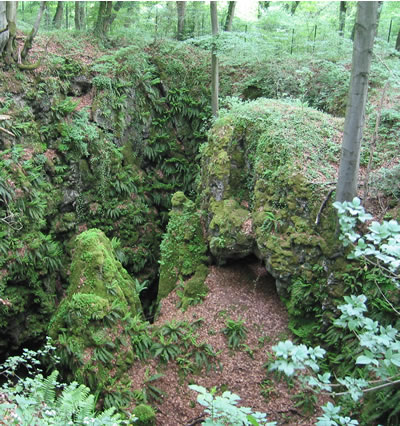
Große Pinge der aufgelassenen Eisenerzgrube „Rom“ im NSG Oberhagen
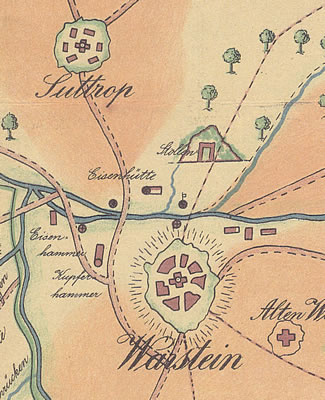
Karte von 1630, zu erkennen: Der Bereich Oberhagen mit Stollenmundloch und Eisenhütte
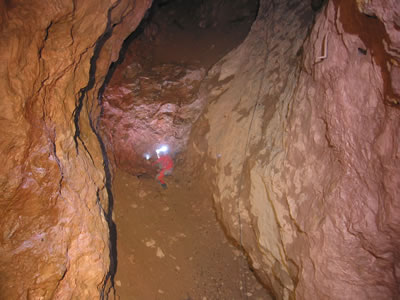
Abbaukammer der ehemaligen Grube „Rom“
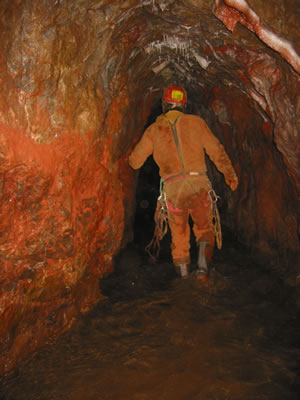
Sogenannter „Rom-Stollen“ zur Grubenentwässerung der ehemaligen Grube „Rom“

## Gefährdung
Der massive Steinabbau der Vergangenheit hat große Flächen des Naturschutzgebietes Oberhagen zerstört (zugleich wurde aber auch ein seltener Lebensraum für viele Tierarten geschaffen). Dieser Steinabbau wurde durch gerichtliche Verfügung in den 1970er Jahren gestoppt, nachdem es immer wieder zu gefährlichem Steinflug durch Sprengungen in die sehr nah gelegene Wohnbebauung der Stadt Warstein gekommen war. Nach Ende des Abbaus gab es Störungen vor allem durch Freizeitaktivitäten, Vandalismus und illegale Müllablagerungen.
Seit einigen Jahren planen Stadt Warstein und private Investoren, im ehemaligen Steinbruch ein Einkaufszentrum zu errichten. In diesem Bereich sind für die Zukunft weiterhin Verkehrsprojekte geplant: Die Ortsumgehung der Stadt Warstein, eine innerstädtische Straße sowie die verlegte Gleistrasse der Industriebahn. Die Verkehrsprojekte werden durch die Planung des Einkaufszentrums, vor allem durch dessen Parkplatzfläche, bis direkt an die Wand des stillgelegten Steinbruchs verschoben. Die ca. 50 m hohe Wand stellt eine Gefahr dar, da sich aus ihr immer wieder Steine lösen und in das darunter liegende Gelände fallen. Deshalb ist derzeit geplant, die Wand durch Abflachung zu sichern. Dadurch würden an der Oberkante 30 bis 36 m in der Tiefe verlorengehen, insgesamt soll eine Fläche von ca. 6.500 m² abgebaut werden. Dazu kommen weitere Eingriffe in den Wald im Rahmen des landschaftspflegerischen Begleitplans, die an der neu entstandenen Kante einen Waldmantel entstehen lassen sollen und Auslichtungen des derzeit dichten Buchenwaldes vorsehen. Die Gesamteingriffstiefe wird somit stellenweise fast 60 m betragen.
Gegen diese Bestrebungen hat sich im November 2005 die „Initiative Oberhagen“ gegründet.